# Dicranomyia (Dicranomyia) basiseta
Dicranomyia (Dicranomyia) basiseta is een tweevleugelige uit de familie steltmuggen (Limoniidae). De soort komt voor in het Palearctisch gebied.